# Seba Beach
Seba Beach est un village d'été (summer village) du Comté de Parkland, situé dans la province canadienne d'Alberta.

## Démographie
En tant que localité désignée dans le recensement de 2011, Seba Beach a une population de 143 habitants dans 66 de ses 338 logements, soit une variation de -29,6 % avec la population de 2006. Avec une superficie de 0,711 2 km2, village d'été possède une densité de population de 201,068 6 hab/km2 en 2011.
Concernant le recensement de 2006, Seba Beach abritait 203 habitants dans 88 de ses 224 logements. Avec une superficie de 0,664 3 km2, village d'été possédait une densité de population de 305,6 hab/km2 en 2006.
| 2001 | 2006 | 2011 | 2016 |
| ---- | ---- | ---- | ---- |
| 199  | 203  | 143  | 169  |